# Championnats d'Afrique de tennis de table 2015
Navigation
Championnats d'Afrique 2012 Championnats d'Afrique 2016
Les Championnats d'Afrique de tennis de table 2015 ont lieu du 23 au 29 janvier 2015 au Caire en Égypte,,

## Médaillés
| Épreuves | Or                                                                                     | Argent                                                                                 | Bronze                                                                                   |
| -------- | -------------------------------------------------------------------------------------- | -------------------------------------------------------------------------------------- | ---------------------------------------------------------------------------------------- |
| Hommes   |                                                                                        |                                                                                        |                                                                                          |
| Simple   | Omar Assar                                                                             | Ahmed Saleh (en)                                                                       | Mohamed El-Beiali                                                                        |
| Simple   | Omar Assar                                                                             | Ahmed Saleh (en)                                                                       | Khalid Assar                                                                             |
| Double   | Quadri Aruna Makanjuola Kazeem                                                         | Ojo Onaolapo Jide Ogidiolu                                                             | El-Sayed Lashin (en) Ahmed Saleh (en)                                                    |
| Double   | Quadri Aruna Makanjuola Kazeem                                                         | Ojo Onaolapo Jide Ogidiolu                                                             | Omar Assar Khalid Assar                                                                  |
| Équipe   | Égypte Khalid Assar Omar Assar Mohamed El-Beiali El-Sayed Lashin (en) Ahmed Saleh (en) | Nigeria Seun Ajetunmobi Quadri Aruna Makanjuola Kazeem Ojo Onaolapo Segun Toriola      | République du Congo Christ Bienatiki Saheed Idowu Abiodun Lawal Suraju Saka              |
| Équipe   | Égypte Khalid Assar Omar Assar Mohamed El-Beiali El-Sayed Lashin (en) Ahmed Saleh (en) | Nigeria Seun Ajetunmobi Quadri Aruna Makanjuola Kazeem Ojo Onaolapo Segun Toriola      | Algérie Aissa Belkadi Mohamed Soufiene Boudjadja Larbi Bouriah Sami Kherouf Idir Khourta |
| 'Femmes  |                                                                                        |                                                                                        |                                                                                          |
| Simple   | Dina Meshref                                                                           | Han Xing                                                                               | Sarah Hanffou                                                                            |
| Simple   | Dina Meshref                                                                           | Han Xing                                                                               | Nadeen El-Dawlatly                                                                       |
| Double   | Han Xing Onyinyechi Nwachukwu                                                          | Dina Meshref Nadeen El-Dawlatly                                                        | Cecilia Akpan Offiong Edem (en)                                                          |
| Double   | Han Xing Onyinyechi Nwachukwu                                                          | Dina Meshref Nadeen El-Dawlatly                                                        | Olaide Atinuke Olufunke Oshonaike                                                        |
| Équipe   | Égypte Farah Abdel-Aziz Nadeen El-Dawlatly Yousra Helmy Dina Meshref Galila Nasser     | Nigeria Cecilia Akpan Olaide Atinuke Offiong Edem (en) Janet Effiom Olufunke Oshonaike | Algérie Katia Kessaci Islem Laid Lynda Loghraibi Fatima Zohra Mabrouk Yasmine Nasri      |
| Équipe   | Égypte Farah Abdel-Aziz Nadeen El-Dawlatly Yousra Helmy Dina Meshref Galila Nasser     | Nigeria Cecilia Akpan Olaide Atinuke Offiong Edem (en) Janet Effiom Olufunke Oshonaike | République du Congo Han Xing Jolie Mafuta-Ivoso Onyinyechi Nwachukwu                     |
| Mixte    |                                                                                        |                                                                                        |                                                                                          |
| Double   | Omar Assar Dina Meshref                                                                | Suraju Saka Han Xing                                                                   | Ojo Onaolapo Cecilia Akpan                                                               |
| Double   | Omar Assar Dina Meshref                                                                | Suraju Saka Han Xing                                                                   | Khalid Assar Galila Nasser                                                               |